# バックチェリー
バックチェリー（Buckcherry）は、アメリカのロックバンド。1995年に結成され、2002年に解散したが、2005年に新メンバーを加え再結成された。

## 来歴

### デビューからブレイクまで
1995年、アナハイムでジョシュ・トッドとキース・ネルソンが、タトゥーアーティストのKevin Quinnを通じて出会う。2人は曲作りを始め、そこへジョナサン・ブライトマン、デヴォン・グレンが加入し、「SPARROW」というバンド名でロサンゼルスを中心に活動をはじめる。当時から大きな人気があり、多数のレコード契約のオファーを受けたが、最終的にDreamWorks Recordsと契約。1998年、ジョン・トラヴィスとスティーヴ・ジョーンズの共同プロデュースにより、デビュー・アルバムをレコーディングする。同作のリリース前に、バンド名を「Buckcherry」と改名。リリース前にギタリストのヨギが加入する。
1999年、デビュー・アルバムの発表前から、キッスのオープニングアクトとしてツアーに同行するなど、デビュー前から注目されていた。1999年、デビュー・アルバム「Buckcherry」をリリース。1曲目の「Lit Up」がヘビーローテーションとなり、一躍世界中に名を轟かせる。夏に行われたウッドストック 1999にも出演、12月にはエアロスミスがMR. BIGとペアで行ったカウントダウンライブのオープニングアクトとして来日。翌年の元日には、Zepp Tokyoで初のワンマンライブを決行、そのまま日本ツアーを行った。
2000年年明けには、"Lit Up"がグラミー賞Best Hard Rock Performanceにノミネート、ギタリストのキースがGibson Award Most Promising New Guitaristを受賞。バンドはジャパンツアーから帰国後、すぐニューアルバム制作に取り掛かり、5月よりレコーディングを開始し、2001年3月にセカンド・アルバム「Time Bomb」をリリース。8月にベーシストJBが、ツアー半ばで突如脱退。バンドはベースにサポートメンバーを迎え日本ツアーを10月に行うが、帰国直後、ギタリストYogiが脱退。翌年の2002年1月にはドラムのDevonが脱退。残されたジョシュとキースはバンドをそのまま継続し、プロジェクトへの参加等を繰り返していた。その頃、モトリー・クルーのドラマーだった、ランディ・カスティロが胃がんの為に死去。その追悼ライブに参加する。一緒にプレイしたミュージシャンに、元ガンズ・アンド・ローゼスで後にヴェルヴェット・リヴォルヴァーを結成することになる、スラッシュ、ダフ・マッケイガン・マット・ソーラムと一時的にバンドを組み、そのときは「Buck N' Roses」と名乗っていた。最終的に、ジョシュの声がバックチェリーにしか聞こえないという理由により、そのプロジェクトからは外れることになる。2002年7月16日、マネージメントにより、ジョシュのBuckcherry脱退、残されたキースの判断によりDreamworksとのアルバム契約を1枚残したままBuckcherryの解散が伝えられた。

### 解散後
同年9月、ジョシュは新しいバンド「SHOTSFIRED」を結成しハリウッドにてギグを行う。後にバンド名を「JOSH TODD」と改名、2003年にアルバム"You Made Me"を発表。2004年夏には来日し、THE ROCK ODYSSEY 2004に出演。一方キースは2004年早々にWARRANTのドラマーのMike FasanoとGLORYHOLE U.K.を結成、Metal SludgeのコンピレーションCD"Hey, That's What I Call Sludge! Vol. I"に"Misery"を提供し、新しいバンドの活動を開始していた。2004年秋に入り、JOSH TODは予定されていたライブスケジュールを突如すべてキャンセルする。

### 再結成〜
2005年1月27日、MTVが「ジョシュ・トッド、キース・ネルソンはバックチェリーの再結成に向け、バンドの3枚目となるアルバムのレコーディングを開始。年内にはリリースの予定で、ベース、ドラム、セカンドギタリストは新メンバーを迎える予定」と報じ、3月には、オフィシャルホームページが完成。ロゴはファーストアルバムに使われていた女性を使用。同年8月、アルバムリリース前にサマーソニック05に出演が決定。ラインナップにも変更があり、新メンバーにはスティーヴィー・ディー（G)、ジミー・アシュハースト(Bass)、ザビエル・ムリエル(Drums)が加えられた。
2005年4月、サードアルバム"15"をリリース。初登場時は売れ行きも良くなかったが、バンドは地道にライブ活動を行う事でローカルな人気を獲得していく。同年、ファーストシングルの"Crazy Bitch"が、"Lit Up"同様にグラミー賞Best Hard Rock Performanceにノミネートされる。
2006年に"15"からシングルカットされた"Sorry"が、アメリカでダブルプラチナムを獲得するほどの大ヒットに。これが全米9位にチャートインすると、発売からすでに約1年半が経過していたアルバムも、全米39位まで上昇。翌年までに、全世界で300万枚を売り上げるほどのロングヒットになった。
2008年7月、バンドは4枚目のアルバム"Black Butterfly"をリリース。全米初登場8位にチャートインし、発売から約4ヶ月でゴールドディスクを獲得している。同時期、モトリー・クルー主催のCrue Fest Tourに参加し、パパ・ローチやトラプト、Sixx:A.M.らと共にツアーを行っている。10月には日本のヘヴィメタル・フェスティバルであるLOUD PARK08に、モトリー・クルーらとともに参加。
2012年10月、LOUD PARK12参加のために来日した。
2017年5月、ギタリストのキース・ネルソンとドラマーのザビエル・ムリエルが脱退。

## メンバー
- ジョシュ・トッド Josh Todd – ボーカル (1995年 - 2002年、2005年 - )
- スティーヴィー・ディー Stevie  D – リズム・ギター、バッキング・ボーカル (2005年 - )
- ケリー・レミュー Kelly LeMieux – ベース、バッキング・ボーカル (2013年 - )
- フランシス・ルイズ Francis Ruiz – ドラムス (2019年 - )
- ビリー・ロウ Billy Rowe – リード・ギター、バッキング・ボーカル (2020年 - )

### 元メンバー
- ジミー・アシュハースト Jimmy Ashhurst – ベース、バッキング・ボーカル (2005年 - 2013年)
- キース・ネルソン Keith Nelson – リードギター、リズムギター、バッキング・ボーカル (1995年 - 2002年、2005年 - 2017年)
- ヨギ Yogi – リズム・ギター、バッキング・ボーカル (1999年 - 2001年)
- ジョナサン・ブライトマン Jonathan Brightman/JB – ベース、バッキング・ボーカル (1995年 - 2002年)
- デヴォン・グレン Devon Glenn – ドラムス、パーカッション (1995年 - 2002年)
- ザビエル・ムリエル Xavier Muriel – ドラムス、 パーカッション (2005年 - 2017年)
- ケヴィン・ロエンゲン Kevin Roentgen – リード・ギター、 バッキング・ボーカル (2017年 - 2020年)
- ショーン・ウィンチェスター Sean Winchester – ドラムス (2017年 - 2018年)

## ディスコグラフィー

### アルバム

#### スタジオ・アルバム
- バックチェリー - Buckcherry（1999年）
- タイム・ボム - Time Bomb（2001年）
- フィフティーン - 15（2005年）
- ブラック・バタフライ - Black Butterfly（2008年）
- オール・ナイト・ロング - All Night Long（2010年）
- コンフェッションズ - Confessions（2013年）
- 愚か者 - Fuck（2014年）※ミニアルバム
- ロックン・ロール - Rock 'n' Roll（2015年）
- ウォーペイント - Warpaint（2019年）
- ヘルバウンド - Hellbound（2021年）[4]
- ヴォリューム10 - Vol.10（2023年）[5]

#### ライヴ・アルバム
- Live & Loud 2009 （2009年）

#### ベスト・アルバム
- ベスト・オブ・バックチェリー - The Best of Buckcherry （2015年）

### シングル
- Lit Up （1999）
- For the Movies （1999）
- Dead Again （1999）
- Check Your Head （2000）
- Ridin （2001）
- Crazy Bitch （2006）
- Next 2 You （2006）
- Everything （2007）
- Broken Glass （2007）
- Sorry （2007）
- Too Drunk... （2008）
- All Night Long（2010）